# Кортициум синий
Корти́циум си́ний (лат. Terana coerulea) — вид кортициоидных грибов монотипного рода Terana, легко определяемый без микроскопии благодаря насыщенно-синей окраске.

## Описание
Плодовые тела однолетние (иногда перезимовывающие), распростёртые, кортициоидные, сначала мелкие и округлые, затем срастающиеся краями в сплошные корки, приросшие к субстрату, лишь по краю с возрастом иногда отходящие от его поверхности. Толщина такой корки не превышает 0,2—0,8 мм. Поверхность окрашена в насыщенный тёмно-синий цвет, мягкая и бархатистая, гладкая или пупырчатая, при высыхании выцветает до серовато- или буровато-синего, затвердевает и иногда растрескивается. Стерильный край у молодых грибов беловатый, с возрастом становится одного цвета с основной спороносной частью — гименофором.

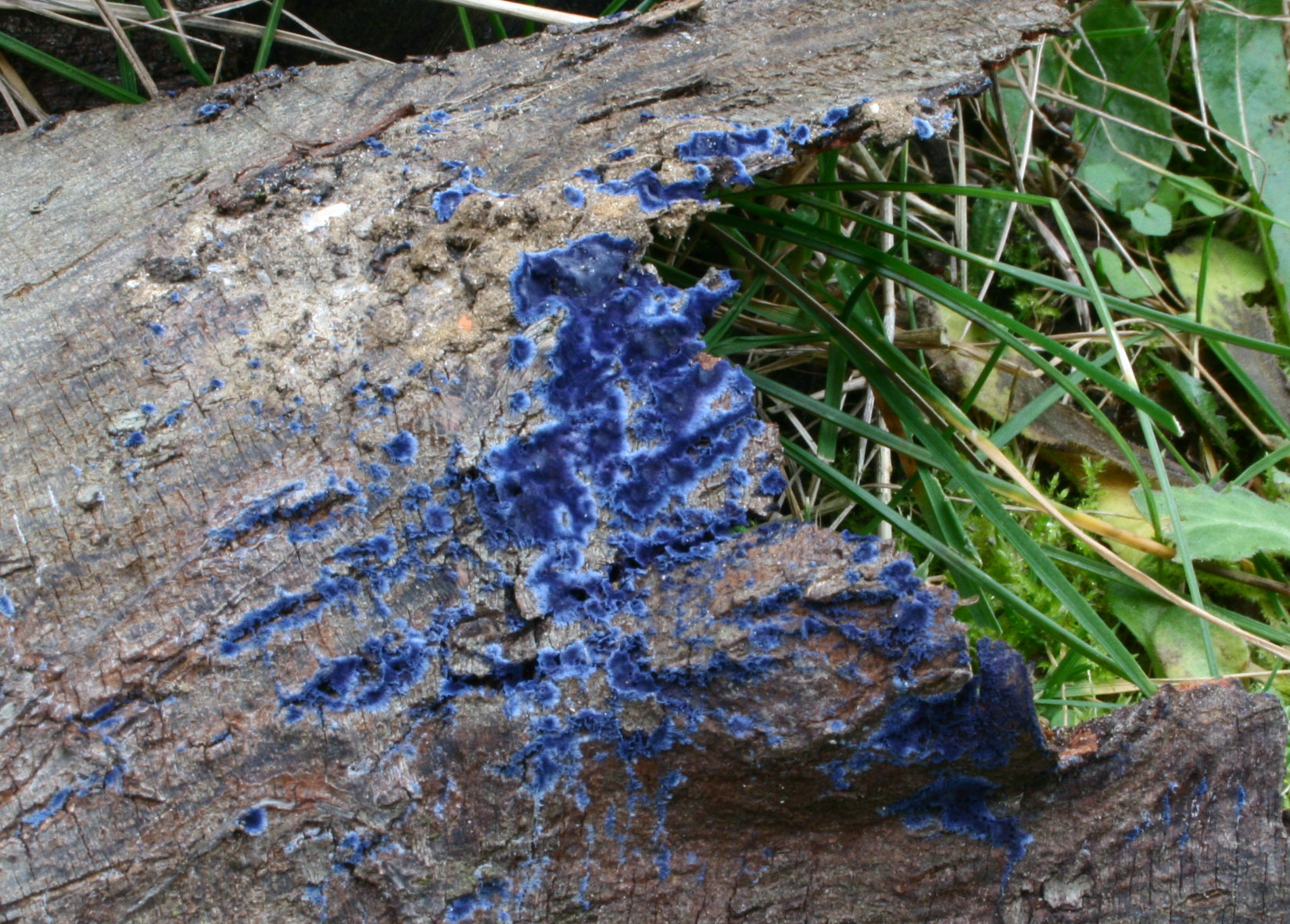
Terana — один из самых красивых кортициоидных грибов

Гифальная система мономитическая. Гифы с пряжками и с септами, ветвистые. Приповерхностные гифы тонкостенные, 2—3 мкм толщиной, срединные гифы 4—5 см толщиной, ветвистые, переплетённые, гифы основания прямые и почти не переплетающиеся, маловетвистые. Содержимое клеток гиф синее, межклеточное пространство также синее, стенки же бесцветные или желтовато-бурые. Цистиды отсутствуют. Характерно наличие дендрогифидий — неправильно ветвистых видоизменённых конечных гиф, образующихся из зачатков базидий.
Базидии узкобулавовидной формы, бесцветные или синие, 35—45×5—6 мкм, с 4 стеригмами. Споры тонкостенные, эллиптические, бесцветные, 7—9×4—6 мкм, неамилоидные.

## Экология и ареал
Сапротроф, вызывающий белую гниль широколиственных пород. В Европе отмечен на ольхе чёрной, дубах каменном и турецком, буке, ясене, вязе шершавом, акации ивовой и ломоносе виноградолистном.
Широко распространённый в Южной Европе, на Кавказе, в Северной Америке и в тропиках Азии (Китай, Индия, Непал, Иран, Япония, Таиланд, Индонезия) и Африки вид. В Центральной, Восточной и Северной Европе очень редок. В Скандинавии известен из двух мест, в одном из которых (на острове Фюн) с 1882 года не обнаружен, в другом (на юго-западном берегу Норвегии) встречен неоднократно. Сведения о нахождении Terana в 1863 году Фрисом в Смоланде, по-видимому, ошибочны.

## Синонимы
Рода:
- Mycinema C.Agardh, 1824
- Pulcherricium Parmasto, 1968, nom. nov.

Вида:
- Athelia coerulea (Lam.) Chevall., 1826
- Auricularia phosphorea (L.) Sowerby, 1815
- Byssus coerulea Lam., 1779basionym
- Byssus phosphorea L., 1753, nom. conf.
- Conferva phosphorea (L.) Dillwyn, 1809
- Corticium coeruleum (Lam.) Fr., 1838
- Dematium violaceum Pers., 1801
- Hypochnus coeruleus (Lam.) Fr., 1818
- Mycinema phosphoreum (L.) C.Agardh, 1824
- Pulcherricium coeruleum (Lam.) Parmasto, 1968
- Sporotrichum azureum Link, 1809
- Thelephora atrocoerulea Trog, 1832
- Thelephora coerulea (Lam.) Schrad. ex Schleich., 1805 : Fr., 1828
- Thelephora fimbriata Roth, 1800
- Thelephora indigo Schwein., 1822